# Natação no Campeonato Mundial de Esportes Aquáticos de 2011 - 200 m borboleta feminino
A prova dos 200 metros nado borboleta feminino da natação no Campeonato Mundial de Esportes Aquáticos de 2011 ocorreu nos dias 27 de julho e 28 de julho no Shanghai Oriental Sports Center  em Xangai.

## Recordes
Antes desta competição, os recordes mundiais e do campeonato nesta prova eram os seguintes:
| Tipo                  | Atleta            | Tempo   | Local | Data                  |
| --------------------- | ----------------- | ------- | ----- | --------------------- |
|                       | Liu Zige          | 2:01.81 | Jinan | 21 de outubro de 2009 |
| Recorde do campeonato | Jessicah Schipper | 2:03.41 | Roma  | 30 de julho de 2009   |

## Medalhistas
| Ouro               | Prata             | Bronze         |
| Jiao Liuyang (CHN) | Ellen Gandy (GBR) | Liu Zige (CHN) |

## Resultados

### Eliminatórias
33 nadadoras  de 24 nações participaram da prova. As 16 melhores competidoras se classificaram para as semifinais.
| Pos. | Bateria | Raia | Nadadora               | Nacionalidade  | Tempo   | Notas            |
| ---- | ------- | ---- | ---------------------- | -------------- | ------- | ---------------- |
| 1    | 4       | 5    | Natsumi Hoshi          | Japão          | 2:07.34 | Q                |
| 2    | 4       | 6    | Zsuzsanna Jakabos      | Hungria        | 2:07.60 | Q                |
| 3    | 5       | 6    | Kathleen Hersey        | Estados Unidos | 2:07.91 | Q                |
| 4    | 5       | 5    | Ellen Gandy            | Reino Unido    | 2:08.14 | Q                |
| 5    | 5       | 4    | Liu Zige               | China          | 2:08.28 | Q                |
| 6    | 3       | 5    | Mireia Belmonte García | Espanha        | 2:08.34 | Q                |
| 7    | 4       | 2    | Stephanie Rice         | Austrália      | 2:08.43 | Q                |
| 8    | 4       | 4    | Jiao Liuyang           | China          | 2:08.47 | Q                |
| 9    | 4       | 3    | Jessicah Schipper      | Austrália      | 2:08.62 | Q                |
| 10   | 3       | 3    | Teresa Crippen         | Estados Unidos | 2:08.63 | Q                |
| 11   | 3       | 4    | Jemma Lowe             | Reino Unido    | 2:08.67 | Q                |
| 12   | 3       | 6    | Audrey Lacroix         | Canadá         | 2:08.88 | Q                |
| 13   | 3       | 7    | Otylia Jędrzejczak     | Polónia        | 2:09.01 | Q                |
| 14   | 3       | 2    | Martina Granström      | Suécia         | 2:09.12 | Q                |
| 15   | 5       | 7    | Choi Hye-Ra            | Coreia do Sul  | 2:09.33 | Q                |
| 16   | 5       | 1    | Ida Marko-Varga        | Suécia         | 2:09.38 | Q                |
| 17   | 4       | 1    | Katerine Savard        | Canadá         | 2:09.41 |                  |
| 18   | 3       | 8    | Martina van Berkel     | Suíça          | 2:09.68 | Recorde nacional |
| 19   | 5       | 3    | Katinka Hosszú         | Hungria        | 2:10.48 |                  |
| 19   | 5       | 2    | Judit Ignacio Sorribes | Espanha        | 2:10.48 |                  |
| 21   | 4       | 8    | Mirela Olczak          | Polónia        | 2:10.69 |                  |
| 22   | 4       | 7    | Anja Klinar            | Eslovênia      | 2:10.83 |                  |
| 23   | 2       | 6    | Rita Medrano           | México         | 2:10.84 |                  |
| 24   | 2       | 4    | Sara Oliveira          | Portugal       | 2:11.37 |                  |
| 25   | 5       | 8    | Yana Martynova         | Rússia         | 2:11.82 |                  |
| 26   | 2       | 3    | Emilia Pikkarainen     | Finlândia      | 2:12.44 |                  |
| 27   | 3       | 1    | Alessia Polieri        | Itália         | 2:13.65 |                  |
| 28   | 2       | 2    | Sara Nordenstam        | Noruega        | 2:16.09 |                  |
| 29   | 2       | 5    | Cheng Wan-Jung         | Taipé Chinesa  | 2:16.63 |                  |
| 30   | 2       | 7    | Katarina Listopadova   | Eslováquia     | 2:17.72 |                  |
| 31   | 1       | 4    | Simona Muccioli        | San Marino     | 2:22.03 |                  |
| 32   | 1       | 3    | Marie Laura Meza       | Costa Rica     | 2:23.68 |                  |
| 33   | 1       | 5    | Noel Borshi            | Albânia        | 2:29.16 |                  |

### Semifinal
Estes são os resultados das semifinais.

#### Semifinal 1
| Pos. | Raia | Nadadora               | Nacionalidade  | Tempo   | Notas            |
| ---- | ---- | ---------------------- | -------------- | ------- | ---------------- |
| 1    | 5    | Ellen Gandy            | Reino Unido    | 2:06.73 | Q                |
| 2    | 4    | Zsuzsanna Jakabos      | Hungria        | 2:06.77 | Q                |
| 3    | 6    | Jiao Liuyang           | China          | 2:06.99 | Q                |
| 4    | 3    | Mireia Belmonte Garcia | Espanha        | 2:07.94 |                  |
| 5    | 1    | Martina Granström      | Suécia         | 2:08.01 | Recorde nacional |
| 6    | 7    | Audrey Lacroix         | Canadá         | 2:08.70 |                  |
| 7    | 2    | Teresa Crippen         | Estados Unidos | 2:09.27 |                  |
| 8    | 8    | Ida Marko-Varga        | Suécia         | 2:09.56 |                  |

#### Semifinal 2
| Pos. | Raia | Nadadora           | Nacionalidade  | Tempo   | Notas |
| ---- | ---- | ------------------ | -------------- | ------- | ----- |
| 1    | 7    | Jemma Lowe         | Reino Unido    | 2:06.30 | Q     |
| 2    | 4    | Natsumi Hoshi      | Japão          | 2:06.65 | Q     |
| 3    | 3    | Liu Zige           | China          | 2:06.69 | Q     |
| 4    | 2    | Jessicah Schipper  | Austrália      | 2:06.93 | Q     |
| 5    | 6    | Stephanie Rice     | Austrália      | 2:07.32 | Q     |
| 6    | 5    | Kathleen Hersey    | Estados Unidos | 2:07.94 |       |
| 7    | 8    | Choi Hye-Ra        | Coreia do Sul  | 2:08.81 |       |
| 8    | 1    | Otylia Jędrzejczak | Polónia        | 2:09.27 |       |

### Final
Estes são os resultados da final.
| Pos.              | Raia | Nadadora          | Nacionalidade | Tempo   | Notas            |
| ----------------- | ---- | ----------------- | ------------- | ------- | ---------------- |
| Medalha de ouro   | 1    | Jiao Liuyang      | China         | 2:05.55 |                  |
| Medalha de prata  | 6    | Ellen Gandy       | Reino Unido   | 2:05.59 |                  |
| Medalha de bronze | 3    | Liu Zige          | China         | 2:05.90 |                  |
| 4                 | 5    | Natsumi Hoshi     | Japão         | 2:05.91 | Recorde nacional |
| 5                 | 8    | Stephanie Rice    | Austrália     | 2:06.08 |                  |
| 6                 | 2    | Zsuzsanna Jakabos | Hungria       | 2:06.35 |                  |
| 7                 | 4    | Jemma Lowe        | Reino Unido   | 2:06.64 |                  |
| 7                 | 7    | Jessicah Schipper | Austrália     | 2:06.64 |                  |

Legenda
| Recorde mundial       | Recorde mundial (World record)               |                       | Recorde africano                      | Recorde africano (African) |                                           | Q | Classificado por posição (Qualified) |
| Recorde do campeonato | Recorde do campeonato (Championship record)  | Recorde da América    | Recorde da América (Americas)         | q                          | Classificado por melhor tempo (Qualified) |   |                                      |
| Melhor marca do ano   | Melhor marca do ano (World leading)          | Recorde asiático      | Recorde asiático (Asian)              | DNS                        | Não largou (Did not start)                |   |                                      |
| Recorde nacional      | Recorde nacional (National record)           | Recorde europeu       | Recorde europeu (European)            | DNF                        | Não terminou (Did not finish)             |   |                                      |
| Recorde pessoal       | Recorde pessoal do atleta (Personal best)    | Recorde da Oceania    | Recorde da Oceania (Oceania)          | DSQ / DQ                   | Desclassificado (Disqualified)            |   |                                      |
| Recorde da temporada  | Recorde da temporada do atleta (Season best) | Recorde sul-americano | Recorde sul-americano (South America) | NM                         | Sem marca (No mark)                       |   |                                      |